# Paul Ratcliffe
Paul Ratcliffe  (ur. 12 listopada 1973) – brytyjski kajakarz górski. Srebrny medalista olimpijski z Sydney.
Brał udział w dwóch igrzyskach (IO 96, IO 00). W 2000 zajął drugie miejsce w rywalizacji kajakarzy w jedynce. Zdobył trzy medale mistrzostw świata. Indywidualnie był trzeci w 1997 i 1999, w rywalizacji drużynowej zdobył złoto w 1997. W 1998 i 2002 był mistrzem Europy w jedynce.